# 杉本誠
杉本 誠（すぎもと まこと、1948年9月10日 - ）は、日本基督教団の牧師。愛知県岡崎市生まれ。1980年代後半から統一教会（現・世界平和統一家庭連合）信者の脱会ならびに救出活動を支援。脱会者は500人以上にのぼり、なかでも山﨑浩子の脱会に携わったことで知られる。日本脱カルト協会の元理事。2001年に名古屋弁護士会（現・愛知県弁護士会）人権賞に選ばれた。

## 来歴

### 生い立ち

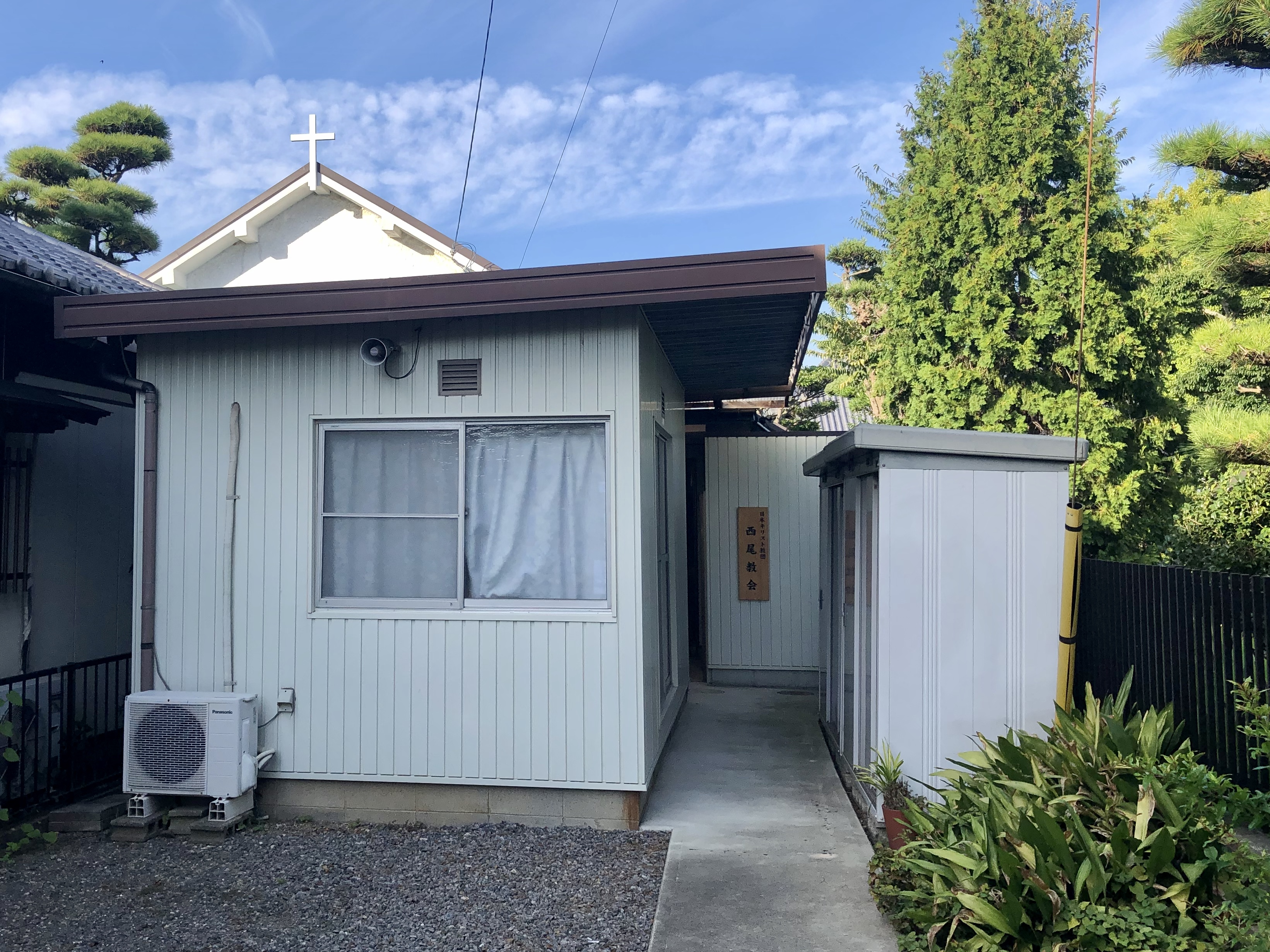
杉本が牧師を務める日本基督教団西尾教会（西尾市大給町）

愛知県岡崎市に生まれる。両親はキリスト教を信仰していた。
- 1964年、洗礼を受ける。
- 1967年、東京神学大学に入学。
- 1970年、大阪万博へのキリスト教館の出展をめぐり、日本基督教団の内部で反対派と推進派が対立。東京神学大学教授の北森嘉蔵が推進派であったことから、反対派の学生は東京神学大学全学共闘会議を組織し闘争を展開。闘争を通じて180人ほどの学生のうち80人近い学生が自主退学した。
- 1971年、大学を中退した[6]。

15年間のサラリーマン生活を経て、
- 1986年10月、補教師の資格を取得。
- 1987年4月、西尾市大給町にある日本基督教団の西尾教会の主任牧師に就任。
- 1989年、正教師資格を取得[2]。

1985年6月に自民党議員により提出された国家秘密法案（スパイ防止法案）は同年末に審議未了廃案になっていたが、その後も一部修正した法案を通そうとする動きは続いた。全国で制定反対運動が活発化する中、杉本の住む岡崎市でも1987年に「国家秘密法はいやだ！ 緊急市民連絡会」が結成された。代表には、日本基督教団の岡崎茨坪伝道所を立ち上げた地理学者の森山昭雄が就任した。同年4月、岡崎市立葵中学校に入学した森山の三男が長髪登校を貫き、同市では一方で校則問題が表面化した。森山は丸刈り規制撤廃運動で多忙を極めることとなり、急遽、杉本が連絡会の代表を引き継いだ。

### スパイ防止法案反対運動、統一教会との関わり
1987年、市民グループ「国家秘密法はいやだ！ 緊急市民連絡会」の代表となった杉本は、スパイ防止法案の実質的な推進団体は国際勝共連合であるとみた。さらに、同団体の会長の久保木修己が統一教会（現・世界平和統一家庭連合）の日本教会長を兼務していたことに着目し、「霊感商法と国家秘密法」と題する勉強会を企画した。同年3月に『統一協会＝原理運動 その見極めかたと対策』を上梓したばかりの東北学院大学教授の浅見定雄に講師を依頼し、9月上旬、案内のちらし約3千枚を配布した。ちらしには杉本の自宅住所と電話番号が記載されていた。
同年9月12日、「木下」と名乗る男から「講演会ついて話がしたい」との電話があった。同日夜、指定された市内の喫茶店に行くと、男が7人おり、「集会をやめてほしい」と迫った。杉本が「あなたたちは統一教会の人か」と尋ねると、男らは肯定も否定もせず「とにかく『その宗教』に霊感商法の事実はない」と答えた。杉本が要求を拒否し、立ち去ろうとすると、一人の男が「朝日の記者みたいになりたいのか」と凄んだ。同年5月3日に発生した朝日新聞阪神支局襲撃事件（記者1人が死亡、1人が重傷）を指しているのは明らかであった。自宅や杉本の実家、西尾教会、連絡会のメンバー宅に無言電話が相次ぎ、そのほか、教会の屋根に投石を受けた。朝日新聞はこの事件を大きく取り上げた。毎日新聞は10月2日付の朝刊で「いやがらせに勝つ」と見出しに掲げ、しんぶん赤旗も記事にした。10月5日、市内のせきれいホールで開催された勉強会には約100人が集い、浅見は1時間半にわたり講演した。
報道の影響で40通ほどの激励の手紙が届き、その中に「子供が統一教会に取られたので助けてほしい」と訴える手紙も含まれていた。それとともに20から30件近くの相談を受けるが、杉本は申出のほとんどを断った。「親御さんたちが大変苦痛に歪んだ顔をして帰って行かれるのを見て良心が痛んだ」とのちに述べている。やがて杉本は考え直し、知人から紹介された市内在住の農家の夫婦については「何とか相談に乗ろう」と決めた。夫婦の娘は名古屋市の金山にある教団のビデオセンターを通じて入信。4年間家を出たままであった。浜松の飯島英雄牧師に相談すると、飯島は「あなたが相談を受けたのだから責任をもって関わってほしい。これは経験のない人には非常に難しいことなので、私も一緒にこの問題に関わりましょう」と答えた。夫婦の娘の脱会活動に携わる中で、統一教会系の日刊紙「世界日報」と雑誌「新天地」から激しい攻撃を受けた。
1988年、脱会者の青年サークル「羔羊会」を設立。同年春、日本基督教団中部教区の総会で、統一教会の問題は個人ではなく、教団全体として取り組む問題であると訴えた。同年7月、日本基督教団中部教区原理問題対策委員会が設置。手始めに救出についての勉強会が開かれた。
1990年から91年にかけて、愛知県内の元信者の女性6人が統一教会を相手取り総額約6千万円の損害賠償を求めて提訴。名古屋における「青春を返せ訴訟」で杉本は支援する会の呼びかけ人となり、事務局を務めた。1998年3月26日、名古屋地裁は、教団の行為は元信者の人格権と財産権に対する不法行為とは言えないとして原告の請求を棄却。しかしその後の控訴審で、2000年7月18日、教団側が原告に解決金計630万円を支払うことで和解が成立した。

### 山﨑浩子の脱会を支援
1992年8月25日、山﨑浩子は、女優の桜田淳子、バドミントン選手の徳田敦子とともに教団の広告塔としてソウルオリンピックスタジアムで行われた合同結婚式に参加。大和証券社員の勅使河原秀行と『結婚』した。
同年9月下旬、杉本は山﨑の一番上の姉（以下、N子とする）から電話を受ける。山崎はこの年の3月に母親を亡くし、身寄りの家族は2人の姉だけだった。N子は、杉本に「2人の妹が統一教会に入っています。助け出したいのですが」と告げた。N子のすぐ下の妹（以下、K子とする）は、結婚後に入信した者が夫婦で文鮮明の祝福を受ける「既成祝福」に参加しており、夫も信者であった。10月4日、三重県鳥羽市に住むN子は2人の小さな男の子を連れて西尾教会を訪ね、涙を流しながら、統一教会について得た知識を話し続けた。教団側が必死に止めにかかるのは容易に想像がつき、脱会させるのは無理だと感じた杉本の口から「協力する」という言葉は出なかった。しかし杉本には「この姉の壮絶とも言える苦しみは、大変な救出の泥沼に私を引きずり込んで行くだろうという直感」があったという。それからしばらくしたのちN子は岡崎市の自宅を訪問。杉本は姉妹の救出はK子から行った方がよいと助言をした。しかしK子の夫の両親が「勝手にやってください」という態度であったため、同年の末、N子は「浩子の救出を先にしたい。どうか力を貸してください」と絞り出すような声で杉本に電話をした。翌1993年2月半ば、N子一家の訪問を受ける。杉本は山崎の説得を引き受ける覚悟を決め、当時滋賀県にいた清水与志雄牧師に協力を仰いだ。
1993年3月6日夜から、名古屋市にあるN子の知人のマンションで、山﨑、N子、宮崎県の叔父夫婦による話し合いが始まった。3月10日、統一教会は「山﨑浩子が拉致・監禁された」と記者会見をし、席上、全国の13人の説得牧師のリストを配り、マスコミを使って関係者のあぶり出しを図った。その上で教団の広報部長は「杉本牧師の関与濃厚」と語った。翌11日から杉本の自宅周辺で統一教会の複数の車による張り込みと尾行が開始された。3月15日、杉本は監視網を潜り抜け、山﨑とマンションの一室で初めて面会した。16日と17日は清水牧師が話し合いの場に赴いた。18日から5日間、杉本は山﨑と話し合いを続けた。結婚相手の勅使河原は「逆奪回」を宣言し、山﨑が「愛している」などとしたためていた手紙をテレビで公開した。4月1日、世界日報が改めて杉本牧師の関与が濃厚と報じると、杉本の自宅には無数の脅迫電話と匿名の手紙が舞い込んだ。4月21日午前7時過ぎ、山﨑は脱会記者会見を行った。
1995年1月10日、統一教会の岡崎教区長が「統一教会」と表示した街宣車で杉本の自宅周辺に乗り付け、「杉本牧師は統一教会員に対する拉致監禁の手引きを親族に行っている」などとのテープを流した。教区長はこの街宣活動を24日間にわたって行い、1月15日には、制止しようとした杉本らと口論になった際、杉本の妻を殴り怪我をさせた。杉本は約190万円の損害賠償を求め提訴した。1997年9月5日、名古屋地裁の高橋勝男裁判長は統一教会の使用者責任を認め、「街宣の内容は真実ではなく、名誉棄損にあたる。暴行の事実も認められる」として信者と教団に約93万円を支払うよう命じた。
2000年1月、日本脱カルト研究会（現・日本脱カルト協会）の会合が開催。杉本は同団体の理事として「カウンセリング倫理」の原案を提出した。「カウンセラー自身の個人的宗教、思想、信条に同化させることを目的としてはならない」「本人及び家族の秘密を守らねばならず、何者からもこれらを明らかにするよう強制されない権利をもつ」などの項目を盛り込んだ。
2001年12月10日、名古屋弁護士会（現・愛知県弁護士会）人権賞の表彰式が開かれ、杉本が選ばれた。同年までに関わった相談件数は千件を超え、約350人を脱会させたとして、その功績がたたえられた。
2022年現在も西尾教会で牧師を務め、統一教会などの被害者支援に取り組んでいる。

## 人物
- 青年期に太宰治全集を耽読したという[33]。2001年5月、朝日新聞夕刊に「心の書」と題するコラムを3回に分けて執筆した際、太宰の『如是我聞』、H・S・クシュナーの『なぜ私だけが苦しむのか』、西田公昭の『マインド・コントロールとは何か』の3冊を取り上げた。
- 安倍晋三銃撃事件から10日後の2022年7月18日、共同通信記者は杉本の自宅を訪問。杉本は事件について、「銃の作り方までネットでいろいろ調べられる子が、どうしてわれわれのような支援の窓口とつながれなかったのか。山上家の苦悩に寄り添って手を差し伸べることはできなかったのか。本当に残念でならない」と答えた[3]。

## 著書
- 杉本誠、名古屋「青春を返せ訴訟」弁護団『統一協会信者を救え―杉本牧師の証言』緑風出版、1993年10月15日。ISBN 978-4846193713。
- 日本脱カルト協会（浅見定雄、櫻井義秀、西田公昭、山口貴士、杉本誠ほか）『カルトからの脱会と回復のための手引き』遠見書房、2009年2月10日。ISBN 978-4904536018。